# برخورد خیلی نزدیک
برخورد خیلی نزدیک فیلمی به کارگردانی و نویسندگی اسماعیل میهن دوست محصول سال ۱۳۸۷ است.

## خلاصه داستان
تصادفی در بزرگراه اتفاق می‌افتد که راننده هر دو اتومبیل، زن هستند. راننده اتومبیل عقبی به علت مصدومیت شدید به کما می‌رود. طی بررسی‌هایی، افسر رسیدگی‌کننده به پرونده به ماهیت و نحوه تصادف شک می‌کند.

## بازیگران
- آناهیتا نعمتی در نقش : نرگس
- لادن مستوفی در نقش : ناهید
- حمیدرضا پگاه در نقش : مسعود
- شاهرخ فروتنیان در نقش : بازپرس
- سروش صحت در نقش : کاوه
- رامین راستاد در نقش : قزل ایاق
- نرگس صفدریان
- رامین نعمتی
- مریم سمساری
- تینا چرخچیان
- ترانه کوهستانی
- آذر فرامرزی
- فرانک جلیلی
- یاسمن کاکائی حسین راستی
- مجید رسولیان
- فاطمه آقابابایی
- مرجان کردی
- بنفشه حاج باقری
- رستم نظرپور
- میلاد نجاری
- توران خیری
- پریسا مختاری